# Korwar, Chitapur
Korwar là một làng thuộc tehsil Chitapur, huyện Gulbarga, bang Karnataka, Ấn Độ.